# 1904 au Yukon
Chronologie du Yukon
- 1900
- 1901
- 1902
- 1903
- 1904
- 1905
- 1906
- 1907
- 1908

Cette page concerne les événements survenus en 1904 dans le territoire canadien du Yukon.

## Politique
- Commissaire : Frederick Tennyson Congdon (en) (jusqu'au 29 octobre) puis Zachary Taylor Wood (en) (intérim)

## Événements
- 30 septembre : Le député fédéral James Hamilton Ross (en) devient le premier yukonnais à être nommé sénateur à Ottawa.
- 3 novembre : Le Parti libéral de Wilfrid Laurier remporte l'élection générale avec 139 candidats élus contre 75 conservateurs. Dans la circonscription du territoire du Yukon, le conservateur Alfred Thompson (en) l'emporte face au libéral et ex commissaire Frederick Tennyson Congdon (en).